# ArcGIS
ArcGIS – pakiet programów przeznaczony do pracy na mapach i danych GIS (System Informacji Geograficznej) stworzony przez amerykańskiego producenta ESRI (Environmental Systems Research Institute). Pakiet umożliwia tworzenie i przetwarzanie istniejących map, analizę danych przestrzennych oraz ich wizualizację oraz zarządzanie danymi w geobazach.

## Komponenty
Komponenty wchodzące w skład pakietu:
- ArcMap
- ArcCatalog
- ArcToolbox
- ArcGlobe
- ArcScene

Na produkt składają się rozwiązania typu desktop, serwerowe, mobilne oraz specjalistyczne narzędzia dla deweloperów. W ArcGIS Desktop występują trzy wersje programu różniące się możliwościami: Basic (poprzednia nazwa: ArcView), Standard (ArcEditor) i Advanced (ArcInfo). Każda z nich może być licencjonowana lokalnie lub z serwera licencyjnego (do wykorzystania przez wielu użytkowników). Istnieje także rozwiązanie chmurowe ArcGIS Online. 
W zależności od potrzeb użytkownika pakiet może być wzbogacony o rozszerzenia umożliwiające wykonywanie zaawansowanych zadań w zakresie analiz przestrzennych i geoprzetwarzania. 